# Democrație liberală
Democrația liberală reprezintă formula de democrație avansată caracterizată prin echilibrul constituțional dintre valoarea fundamentală a democrației (în speță, egalitatea) și cea a liberalismului (libertatea). Ea este caracterizată prin libertatea cuvântului, libertatea presei, libertatea religiei, stat laic, egalitate în fața legii, stat de drept, alegeri libere, economie de piață, toleranță față de minorități și cooperare internațională.
Exagerarea ideii de egalitate conduce spre egalitarism, în defavoarea drepturilor individuale, iar accentuarea libertăților poate determina individualismul sau anarhia. Ideea de democrație liberală constă în echilibrarea raportului dintre valorile colective (egalitatea) și cele individuale (libertatea).
Liberalizarea economică și cea politică sunt fenomene de anvergură globală ce depășesc influența partidelor politice liberale, dovadă și faptul că democrația liberală este comună țărilor occidentale unde partidele liberale fie nu există, fie au un capital politic minor (Marea Britanie, Germania).